# Цзян Раньсинь
Цзян Раньсинь (кит. 姜冉馨; род. 2 мая 2000) — китайская спортсменка, специализирующаяся в стрельбе из пистолета, восьмикратная чемпионка мира (2018, 2022, 2023), олимпийская чемпионка (2020).

## Карьера
В 2018 году на Чемпионате Азии по стрельбе, выступая в стрельбе из пистолета на 10 метров выиграла золотую медаль, а в следующем году, в той же дисциплине, выиграла бронзу.
На Олимпийских играх 2020 года в стрельбе из пистолета на 10 метров завоевала бронзовую медаль, уступив в финале россиянке Виталине Бацарашкиной и болгарке Антоанете Костадиновой. Спустя 2 дня, выступая в смешанной дисциплине в паре с Пан Вэем выиграла золотую медаль, опередив в финале пары из России и Украины.
На чемпионате мира по стрельбе в 2022 году участвовала в нескольких дисциплинах, где завоевала четыре золотые и одну бронзовую медаль.
На чемпионат мира по стрельбе 2023 года участвовала в нескольких дисциплинах, где завоевала две золотые, одну серебряную и одну бронзовую медаль.